# Колесник Юрій Михайлович

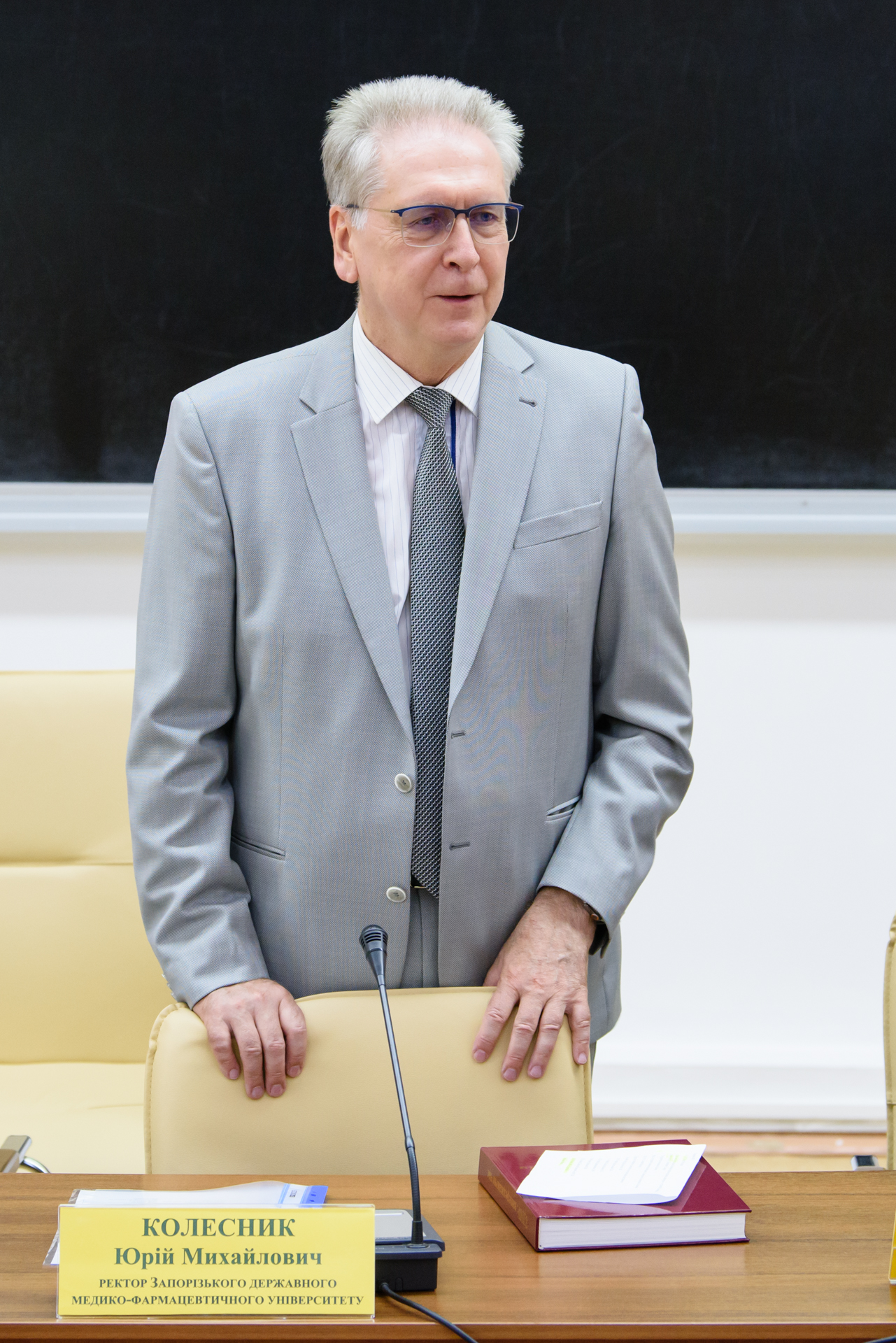
Професор Юрій Михайлович Колесник

Колесник Юрій Михайлович - ректор і голова Вченої ради Запорізького державного медико-фармацевтичного університету, доктор медичних наук, професор, заслужений діяч науки  і техніки України, лауреат Державної премії України в галузі  науки і техніки. Відомий вчений у галузі патологічної фізіології, засновник визнаної в Україні та за кордоном наукової школи. Сформував новий науковий напрямок сучасної патофізіології – роль нейроімуноендокринної системи в розвитку патологічних процесів.
ResearcherID: C-3923-2014
Scopus Author ID: 7003752818
Scopus Author ID: 7003798666
ORCID iD: 0000-0002-1556-5085

## Біографія
Народився 21 травня 1958 року в місті Запоріжжі,  Запорізької області, Україна.

## Освіта
1981 рік -  з відзнакою закінчив Запорізький медичний інститут за спеціальністю «лікувальна справа».
1984 рік -  закінчив очну аспірантуру
1985 рік -  кандидат медичних наук.
1993 рік -  доктор медичних наук.
1994 рік -  присвоєне вчене звання доцента.
1996 рік –  присвоєне вчене звання професора.

## Трудова діяльність
1984 рік -  розпочав свою трудову діяльність у Запорізькому медичному інституті на посаді асистента кафедри патофізіології. З 1993 року обіймав посаду доцента цієї ж кафедри. У грудні 1994 р. був обраний за конкурсом на посаду другого проректора з навчальної роботи, з 1995 р. – завідувач к афедрою патофізіології.  У червні 2003 року колектив університету обрав Ю.М. Колесника ректором Запорізького державного медичного університету, а в 2008, 2013 та 2018 роках майже одноголосно переобирав на цю посаду.

## Наукові відкриття і досягнення
З 1994 по 1996 роки керував науковим проектом, який фінансувався Міжнародним Фондом Дж.Cороса. Дослідив шляхи нейроендокринної регуляції ендокринної функції підшлункової залози та роль гіпоталамічних нейропептидів як важливих регуляторів синтезу й секреції інсуліну. Дослідження довело важливість імунних порушень у  розвитку експериментального цукрового діабету, таких як формування дізрегуляторних порушень в тимусі, ключовими з яких є дефекти диференціювання, проліферації й апоптозу тимоцитів, презентації та процесінгу периферичних тканиноспецифічних антигенів, що призводить до порушення толерантності імунної системи до аутоантигенів, включаючи й інсулін. В 1998 році Ю.М.Колеснику було присвоєно почесне звання Соросівського професора.
У науково-дослідних роботах, якими керує професор Колесник, вперше з'ясовано вплив пренатальних факторів таких як хронічний стрес, генетичні порушення або діабет вагітних на функціональний стан ендокринної функції підшлункової залози та нейроімуноендокринну систему у нащадків у віддаленому періоді життя. Започатковано вивчення патогенетичних механізмів позитивного впливу дозованих гіпоксичних навантажень на стан цейроімуноендокринної системи та їх вплив на розвиток експериментального та клінічних форм цукрового діабету. Вперше доведено і клінічно підтверджено стимулюючий вплив гіпоксичних тренувань на новоутворення бета-клітин і активацію синтезу інсуліну; вперше клінічно доведено ефективність гіпоксичних тренувань в лікуванні гіпертонічної хвороби, які поновлюють нейрогенні механізми регуляції функції серцево-судинної системи і сприяють стабілізації антігіпертензівному ефекту медикаментозної терапії.
За розробку перших вітчизняних лікарських засобів - «Тіотриазолін», на основі якого розроблена ціла лінія ефективних лікарських засобів для лікування серцево-судинних та офтальмологічних захворювань і підвищення імунітету організму:  «Тіоцетам», «Тіодарон», «Левотил», «Аміотрил», «Індотрил», «Карбатрил», - у 2017 нагороджений премією Кабінету міністрів України  за розроблення і впровадження інноваційних технологій.
У 2018 році за роботу «Наукова розробка та впровадження персоніфікованого підходу до діагностики, лікування та профілактики імунозалежних захворювань»  Указом Президента України  №110/2019 "Про присудження Державних премій України в галузі науки і техніки 2018 року" присуджено Державну премію.
За період керівництва Юрія Колесника в університеті відкрито нові спеціальності: «Лабораторна діагностика», «Технології парфумерно-косметичних засобів», «Стоматологія»; «Фізична реабілітація. Ерготерапія»; відкрито спеціальну раду із захисту докторських і кандидатських дисертацій за спеціальністю 15.00.02 «Фармацевтична хімія та фармакогнозія» (2009), із захисту докторських і кандидатських дисертацій за спеціальністю 15.00.01 «Технологія ліків, організація фармацевтичної справи та судова фармація» (2011), із захисту докторських і кандидатських дисертацій за спеціальностями 14.03.01 «Нормальна анатомія», 14.03.02 «Патологічна анатомія» і 14.03.0 4 «Патологічна фізіологія».
У вересні 2023 року професора Колесника обрано ректором реорганізованого ЗВО – Запорізького державного медико-фармацевтичного університету.
Професор Ю.М. Колесник – член Президії правління Всеукраїнського товариства патофізіологів, Міжнародного товариства нейроендокринологів, головний редактор фахового наукового видання України «Запорізький медичний журнал», який у 2016 році включений до найпрестижнішої міжнародної наукометричної бази Web of Science. Юрій Михайлович є автором понад 500 робіт, 8 монографій та підручників, 32 патентів України, підготував 6 докторів і 13 кандидатів медичних наук, зараз здійснює керівництво 3 докторськими і 3 кандидатськими дисертаціями. З 1994 по 1996 роки керував науковим проєктом, який фінансувався Міжнародним Фондом Дж. Cороса. Дослідив шляхи нейроендокринної регуляції ендокринної функції підшлункової залози та роль гіпоталамічних нейропептидів як важливих регуляторів синтезу й секреції інсуліну. Протягом 1993-2025 років професор Колесник керує 6 науково-дослідними роботами з державним пріоритетним фінансуванням МОЗ України.
Голова Ради ректорів при Міністерстві охорони здоров'я України.

## Наукові публікації
Kolesnyk, Y. M., & Isachenko, M. I. (2024). Analysis of the body composition of rats with experimental diabetes mellitus type 1 and its correction. Modern Medical Technology, 16(4), 247–254. https://doi.org/10.14739/mmt.2024.4.311425
Kovalyov, O. O., Kolesnyk, Y. M., Zub, V. O., Sevalniev, A. I., Sharavara, L. P., Andrusyshyna, I. M., Hancheva, O. V., & Kovalov, K. O. (2024). The use of a trench candle as an alternative heating and light source in wartime and possible negative consequences. Modern Medical Technology, 16(3), 165–174. https://doi.org/10.14739/mmt.2024.3.310341
Danukalo, M. V., Kolesnyk, Y. M., & Hancheva, O. V. (2023). Contemporary comprehensive approaches to assessing the effectiveness of experimental model of neurodegenerative disorders with cognitive status changes. Modern Medical Technology, (4), 51–58. https://doi.org/10.34287/MMT.4(59).2023.7
Romanova, K. B., Hancheva, O. V., & Kolesnyk, Y. M. (2023). Pathogenetic characteristics of the hormonal profile in rats subjected to restraint stress of different duration. Modern Medical Technology, (2), 12–15. https://doi.org/10.34287/MMT.2(57).2023.2
Topol IA, Kamyshny AM, Abramov AV, Kolesnik YM. Expression of XBP1 in lymphocytes of the small intestine in rats under chronic social stress and modulation of intestinal microflora composition. Fiziol Zh (1994). 2014;60(2):38-44. PMID 25007519.
Belenichev, I.F., Kolesnik, Y.M., Pavlov, S.V. et al. Disturbance of HSP70 chaperone activity is a possible mechanism of mitochondrial dysfunction. Neurochem. J. 5, 251–256 (2011). https://doi.org/10.1134/S1819712411040040
Belenichev, I.F., Kolesnik, Y.M., Pavlov, S.V. et al. Malate-aspartate shunt in neuronal adaptation to ischemic conditions: Molecular-biochemical mechanisms of activation and regulation. Neurochem. J. 6, 22–28 (2012). https://doi.org/10.1134/S1819712412010023
Abramov, A.V., Kolesnik, Y.M. Morphofunctional Characteristics of the Gastrin-Releasing Peptide-Synthesizing System of the Hypothalamus in Normal Conditions and in Experimental Diabetes in Rats. Neurosci Behav Physiol 32, 567–572 (2002). https://doi.org/10.1023/A:1020493207956
Kolesnik, Y.M., Trailin, A.V., Abramov, A.B. et al. State of the NPY-ergic System of the Hypothalamic Arcuate Nucleus in Rats with Experimentally Induced Diabetes Mellitus. Neurophysiology 33, 304–313 (2001). https://doi.org/10.1023/A:1014339313636
Abramov, A.V., Kolesnik, Y.M., Trzhetsinskii, S.D. et al. Changes in the cholecystokinin-synthesizing system of the hypothalamus in experimental diabetes mellitus in rats. Neurosci Behav Physiol 29, 621–624 (1999). https://doi.org/10.1007/BF02462475
Abramov, A.V., Kolesnik, Y.M., Trzhetsinskii, S.D. et al. Bombesin stimulates pancreatic β-cells in rats with experimental diabetes mellitus. Bull Exp Biol Med 126, 670–671 (1998). https://doi.org/10.1007/BF02446055
Kolesnik, Y.M., Abramov, A.V. & Mel'nikova, O.V. Interaction of the hypothalamo-hypophyseal-adrenal and peptidergic systems of the hypothalamus in animals with experimental diabetes mellitus. Neurosci Behav Physiol 27, 92–96 (1997). https://doi.org/10.1007/BF02463052
Kolesnik, Y.M., Abramov, A.V., Vasilenko, G.V. et al. Participation of various divisions of the hypothalamus in the pathogenesis of experimental diabetes in rats. Neurosci Behav Physiol 26, 365–370 (1996). https://doi.org/10.1007/BF02359041
Kolesnik, Y.M., Seredenko, M.M. & Abramov, A.V. Adaptation to hypoxia stimulates the pancreatic islet apparatus in intact and diabetic rats. Bull Exp Biol Med 120, 1183–1185 (1995). https://doi.org/10.1007/BF02445565
Kolesnik, Y.M., Orestenko, Y.N. & Abramov, A.V. State of the vasopressin-, oxytocin-, and corticoliberin-synthesizing structures of the hypothalamus in experimental diabetes in rats of both sexes. Neurosci Behav Physiol 24, 163–166 (1994). https://doi.org/10.1007/BF02355674
Kolesnik, Y.M., Orestenko, Y.N. Reactions of the paraventricular nucleus of the hypothalamus and dorsal hippocampus during long-term adaptation to hypoxia. Neurosci Behav Physiol 15, 431–435 (1985). https://doi.org/10.1007/BF01184032

## Відзнаки
1998 р. – почесне звання Соросівського професора;
1998 р. – премія АМН України в галузі фундаментальної медицини;
1999 р. – Регіональна премія "Людина року" у номінації "Краща науково-дослідна розробка року";
2004 р. – почесна грамота Верховної Ради України "За вагомий особистий внесок у реалізацію державної молодіжної політики в регіоні, виховання молоді та багаторічну сумлінну працю";
2008 р. - звання "Заслужений діяч науки і техніки України";
2013 р. - орден "За заслуги перед Запорізьким краєм";
2017 р. - премія Кабінету міністрів України  за розроблення і впровадження інноваційних технологій.
2018 р. - Державна премія України в галузі науки і техніки.
Ордени преподобного Агапіта Печерського, Святого апостола Андрія Первозванного.